# 대일외국어고등학교
대일외국어고등학교(大一外國語高等學校)는 대한민국 서울특별시 성북구 정릉동에 위치한 사립 외국어고등학교이다.

## 학교 연혁
- 1983년 12월 29일 : 대일외국어학교 설립 인가(불어, 독어, 서어, 일어과)
- 1984년 3월 4일 : 제1회 입학식
- 1987년 2월 13일 : 제1회 졸업식
- 1987년 3월 2일 : 중국어과 신설
- 1992년 3월 2일 : 러시아어과 신설
- 1992년 3월 2일 : 대일외국어고등학교 인가
- 2002년 3월 2일 : 모집학과 변경(서양어과, 동양어과, 국제어과 각 4학급)
- 2011년 3월 2일 : 모집학과 변경(불어, 독어, 일어, 중어, 서어, 러어, 영어과)
- 2021년 9월 1일 : 제11대 김희선 교장 취임
- 2022년 2월 4일 : 졸업식
- 2022년 3월 2일 : 입학식

## 설치 학과
- 영어과
- 독일어과
- 프랑스어과
- 중국어과
- 일본어과
- 러시아어과
- 스페인어과

## 참고 자료
- 대일외국어고등학교 - 한국교육학술정보원 학교알리미